# 耶西卡·罗斯瓦尔
耶西卡·罗斯瓦尔（瑞典語：Jessika Roswall，出生名耶西卡·威廉松（瑞典語：Jessika Vilhelmsson），1972年12月18日—），溫和聯合黨政治家，2022年起担任克里斯特松内阁的欧盟事务大臣和北欧合作大臣。2010年瑞典大選以来，罗斯瓦尔一直代表乌普萨拉省担任议会议员。